# Biskupi żytomierscy
Biskupi żytomierscy
Unia  aeque principaliter z diecezją łucką. Biskupi zwani też biskupami łucko-żytomierskimi

## Biskupi ordynariusze
- 1798-1827 Kacper Kazimierz Cieciszowski
- 1827-1845 Michał Piwnicki
- 1848-1871 Kacper Borowski
- 1883-1891 Szymon Marcin Kozłowski
- 1897-1898 Cyryl Lubowidzki
- 1899-1901 Bolesław Hieronim Kłopotowski
- 1901-1911 Karol Antoni Niedziałkowski
- 1916-1925 Ignacy Dubowski